# ایوا آدلفسون
ایوا آدلفسون (سوئدی: Eva Adolfsson; زاده ۲۸ دسامبر ۱۹۴۲ - ۲۰ آوریل ۲۰۱۰) نویسنده و منتقد ادبی سوئدی بود.
 او از سال ۱۹۷۵، به عنوان منتقد ادبی، عمدتاً در Dagens Nyheter فعالیت می‌کرد.
او در سالهای ۱۹۷۶–۱۹۸۲، سردبیر مجله Ord & Bild بود.
آدلفسون نقش مهمی به عنوان میانجی در مسائل سیاسی فمینیستی و زنان ایفا کرد.

## برخی از آثار
- ۲۰۰۹ – En liten historia
- ۲۰۰۵ – Förvandling
- ۲۰۰۳ – Hör, jag talar
- ۱۹۹۸ – Till skilda orter
- ۱۹۹۵ – Till Moskva